# Crusoe Gongbay
Crusoe Gongbay (Rockville, ...) è un giocatore di football americano statunitense che milita nel ruolo di runningback nei New Yorker Lions.